# Pterobryopsis acutifolium
Pterobryopsis acutifolium är en bladmossart som beskrevs av Magill in Magill och Rooy 1998. Pterobryopsis acutifolium ingår i släktet Pterobryopsis och familjen Pterobryaceae. Inga underarter finns listade i Catalogue of Life.